# Andizet – Institut za znanstvena i umjetnička istraživanja u kreativnoj industriji
Andizet – Institut za znanstvena i umjetnička istraživanja u kreativnoj industriji ili kraćeg naziva "Institut Andizet" studentska je udruga osnovana 2014. godine s ciljem ostvarivanja znanstvenih i umjetničkih istraživanja u kreativnoj industriji. Zaštitni znak je vizualno preklapanje latiničnog velikog slova A i glagoljičkog znaka Az.

"Institut Andizet" prvu je javnu aktivnost ostvario 2015. godine organiziranjem Kreativne riznice - popularziacsijkog simpozija kreativne industrije na Ekonomskom fakultetu u Osijeku. Za Kreativnu riznicu organiziranu 2016. godine pod krovnom temom Društveno odgovorna kreativnost,"Institut Andizet" primio je Državnu nagradu za znanost u kategoriji populariziranja znanosti.

## Djelatnost
Osim istraživačke, popularizacijske i nakladničke djelatnosti, "Institut Andizet" priređuje kulturna i znanstvena događanja: predstavljanje knjiga, znanstvene susrete, okrugle stolove, rasprave, stručna i znanstvena predavanja te glazbene koncerte i druge javne nastupe. "Institut Andizet" provoditelj je projekata kojima se unaprjeđuje kreativna industrija Republike Hrvatske.
- Kreativna riznica - popularizacijski simpozij kreativne industrije (od 2015. godine)
- Milenijsko natjecanje iz kreativne industrije - natjecanje iz kreativne industrije (od 2019. godine)

## Predsjednici
- Josipa Mijoč (2014. – 2016.)
- Ana Zrnić (2016.- danas)

## Publikacije
- https://www.andizet.hr/wp-content/uploads/2017/12/ArsAndizetum_HR-2.pdf  Arhivirana inačica izvorne stranice od 18. srpnja 2018. (Wayback Machine) Ars Andizetum - na hrvatskom jeziku
- https://www.andizet.hr/wp-content/uploads/2018/04/ArsAndizetum_ENG.pdf  Arhivirana inačica izvorne stranice od 18. srpnja 2018. (Wayback Machine) Ars Andizetum - na engleskom jeziku
- https://www.andizet.hr/roman-az-engleski-jezik/  Arhivirana inačica izvorne stranice od 8. srpnja 2023. (Wayback Machine) Az - roman Jasne Horvat (na engleskom jeziku)

## Primljene nagrade
- Članovi Instituta Andizet dobitnici su Državne nagrada za znanost u kategoriji populariziranja znanosti 2016. godine - za Kreativnu riznicu
- FUL kulturno 2018. - nagrade koju dodjeljuje Superbrands za najbolje brendirani niskobudžetni događaj u kulturi - za Hapening "Vilijun"

## Nagrade i odličja
Od 2016. Institut Andizet dodjeljuje godišnje nagrade.
- Vodik za najbolje izlagače na Kreativnoj riznici i ostvareni prinos kreativnoj industriji.
- Mali Vodik za najuspješnije natjecatelje na Milenijskom natjecanju iz kreativne industrije.

## Vanjske poveznice
- https://www.andizet.hr - mrežna stranica Instituta Andizet
- https://kreativna-riznica.com - mrežna stranica Kreativne riznice - popularizacijskog simpozija kreativne industrije